# パスカル・ベレンゲール
パスカル・ベレンゲール（Pascal Berenguer, 1981年5月20日 - ）は、フランス・ブーシュ＝デュ＝ローヌ県・マルセイユ出身の元サッカー選手。現役時代のポジションはミッドフィールダー。

## 経歴
フランスの世代別代表としてUEFA U-19欧州選手権2000で優勝し、2001 FIFAワールドユース選手権に出場した。

## タイトル
- ASナンシー

リーグ・ドゥ:2005
クープ・ドゥ・ラ・リーグ:2006
- U-19フランス代表

UEFA U-19欧州選手権 2000

## 所属クラブ
- SCバスティア 1998-2003

→  FCイストル 2001-2003 (loan)
- ASナンシー 2003-2012

→  RCランス 2011-2012 (loan)
→  トゥールFC 2012-2013 (loan)
- トゥールFC 2013-2015